# Люди Ікс
Люди Ікс (англ. X-Men) — команда супергероїв з коміксів американського видавництва Marvel Comics, створена Стеном Лі та Джеком Кірбі у 1963 році. З часу створення Люди Ікс стали героями численних серій коміксів, анімаційних серіалів, художніх фільмів та комп'ютерних ігор.

## Історія команди
У часи Другої світової війни мутант-телепат Чарльз Ксав'єр та його друг Ерік Леншер, наділений властивістю контролювати металеві предмети, мріяли про світле майбутнє мутантів, але їх мрії не були здійснені. Люди продовжували ненавидіти і боятися їх, тому Чарльз заснував інститут для цих обдарованих людей. Першими його учнями стали Скотт Саммерс (Циклоп), Воррен Вортінгтон III (Ангел), Генрі МакКой (Звір), Боббі Дрейк (Крижана людина) та Джин Ґрей (Фенікс). У 1969 році сценарист Рой Томас і художник Ніл Адамс вирішили омолодити команду, тому створили ще двох мутантів — Алекса Саммерса (Хавок), брата Циклопа, та Лорну Дейн (Поляріс), доньку Магнето, яка контролює електромагнітну енергію. Створивши суперкомп'ютер для пошуку мутантів під назвою «Церебро», Ксав'єрові вдалося відшукати величезну кількість мутантів по всьому світу, серед яких найбільшою популярністю серед прихильників користуються канадець Джеймс Хоулетт (Росомаха), француз Ремі ЛеБо (Гамбіт), росіянин Петро Распутін (Колосс) та африканка Ороро Монро (Шторм). Таким чином, Ксав'єрові вдалося створити команду, яка з часом продовжувала збільшуватися. Однак за час свого існування у команди Людей Ікс з'явилися і вороги. Колишній друг Чарльза Ерік Леншер, який так і не зміг пробачити людство за ненависть до мутантів, взяв собі ім'я «Магнето» і створив власну команду під назвою Братерство мутантів, яка бореться за панування над світом та винищення людства. До Братерства увійшли такі мутанти-лиходії, як Рейвен Даркхолм (Містік), Мортімер Тойнбі (Жаба), Ванда Максімофф (Багряна Відьма), П'єтро Максімофф (Ртуть), Кейн Марко (Джаггернаут) та Фредерік Дюкс (Пузир). У той час, як жоден з членів Братерства не може уявити спільне життя людей і мутантів, кожен з Людей Ікс вірить, що настане день, коли люди і мутанти житимуть у мирі.

## Поза коміксами

### Мультсеріали
- Вперше на екранах телевізорів Люди Ікс з'явились у анімаційному телешоу «Супергерої Marvel» 1966 року. Розробники хотіли додати в шоу Фантастичну Четвірку, та через відсутність прав на персонажів, їх замінили Людьми Ікс, яких у серіалі називали Союзниками Миру. Тут команда не була мутантами, а отримала здібності в космосі та жила у високому хмарочосі як і Фантастична Четвірка.
- У 1989 році Marvel планували розпочати мультсеріал «Прайд Людей Ікс». Але після пілотного епізоду через нестачу коштів, проєкт закрили.
- У 1992 році Fox випустили повноцінний мультсеріал «Люди Ікс», що складався з 5 сезонів. Серіал кілька разів перетинався з тодішнім і не менш популярним «Людиною-Павуком».

- 2000 рік представив глядачам мультсеріал «Люди Ікс: Еволюція», у якому більшість мутантів були підлітками, а заклад Ксав'єра був школою.
- У 2008 році почався показ мультсеріалу «Росомаха та Люди Ікс». Тут Професор Ікс впадає в кому після атаки на школу мутантів, а Росомаха повинен знову зібрати команду, щоб запобігти плачевному майбутньому мутантів і людства в цілому.
- У мультсеріалі «Месники: Могутні герої Землі» багато разів згадують мутантів. А в 3 сезоні, який так і не вийшов мав відбутись кросовер між Месниками та Людьми Ікс.
- Marvel і Madhouse випустили лінійку аніме-серіалів, заснованих на персонажах коміксів. Серед них був і серіал «Люди Ікс».
- Також деякі герої-мутанти з'являлись в аніме «Месники: Дискові війни» 2014 року.

### Фільми
- 20th Century Fox у 1994 році викупили права на екранізацію персонажів Людей Ікс. Відтоді почалась активна розробка фільму про команду мутантів.
- Перший фільм вийшов у 2000 році. Кінострічка вийшла дуже успішною і стала початком кінофраншизи Людей Ікс. 2003 та 2006 року відповідно вийшли продовження — «Люди Ікс 2» та «Люди Ікс: Остання битва».
- Фільм «Люди Ікс: Початок: Росомаха» започаткував трилогію фільмів про Росомаху. Події фільму відбуваються до оригінальної трилогії.
- Історію заснування команди показали у фільмі 2011 року «Люди Ікс: Перший клас» з новими та молодшими акторами.
- У 2013 році вийшов «Росомаха», події якого відбувались уже після третьої частини «Людей Ікс».

- Фільм «Люди Ікс: Дні минулого майбутнього» об'єднав історії мутантів із майбутнього і минулого. Таким чином студія перезапустила франшизу фільмів і розпочала трилогію приквелів про ще молоду команду Людей Ікс.
- У 2016 році вийшов фільм «Дедпул» про однойменного антигероя, а через два роки — друга частина.
- Цього ж року вийшли «Люди Ікс: Апокаліпсис». Фільм на відміну від попередніх частин франшизи, за думкою критиків вийшов поганим.
- 2017 року вийшла третя і остання частина пригод Росомахи — «Лоґан» про похмуре майбутнє, у якому винищили усіх мутантів і вони перестали народжуватись. Єдиними, хто вижив є Росомаха, Калібан і Професор Ікс. Фільм є частковою екранізацією серії коміксів «Old Man Logan».
- У 2019 році вийшов ще один фільм на основі комікс-історій про мутантів — «Люди Ікс: Темний Фенікс», події якого відбувалися у 90-х і в якому Джин Ґрей знову отримає силу Фенікса
- У 2020 році вийшов останній фільм про персонажів Людей Ікс від 20th Century Fox - «Нові Мутанти».

### Майбутнє героїв на екранах
Навесні 2019 року компанія Disney викупила 20th Century Fox і разом з цим усі права на екранізації Людей Ікс. За словами Кевіна Файгі — головного директора Marvel Studios, студія вже почала роботу над фільмом про Людей Ікс, що стане частиною П'ятої фази в рамках кіновсесвіту Marvel. Натомість франшиза від 20th Century Fox уже зовсім скоро повністю закриється.
Також є варіант, що Disney відновить анімаційні проєкти про мутантів Marvel.

## Зовнішні посилання
- Люди Ікс [Архівовано 6 червня 2014 у Wayback Machine.] на сайті Marvel.com (англ.)